# Eristalis gladiparamerus
Eristalis gladiparamerus är en tvåvingeart som beskrevs av Li 1999. Eristalis gladiparamerus ingår i släktet slamflugor, och familjen blomflugor. Inga underarter finns listade i Catalogue of Life.